# Signify
A Signify az első Porcupine Tree album, melyet az együttes közös munkával készített. A korábbi lemezek valójában Steven Wilson munkái voltak, melyeket más együttesek tagjaival együtt készített.

## Számok
1. Bornlivedie (1.41)
2. Signify (3.26)
3. The Sleep of No Dreaming (5.24)
4. Pagan (1.34)
5. Waiting – Phase One (4.24)
6. Waiting – Phase Two (6.15)
7. Sever (5.30)
8. Idiot Prayer (7.37)
9. Every Home is Wired (5.08)
10. Intermediate Jesus (7.29)
11. „Light Mass Prayers” (4.28)
12. Dark Matter (8.57)

## Külső hivatkozások
- Dalszövegek Archiválva 2012. május 8-i dátummal a Wayback Machine-ben